# جيروم كارتر
جيروم كارتر (بالإنجليزية: Jerome Carter)‏ هو منافس ألعاب قوى أمريكي، ولد في 25 مارس 1963.

## وصلات خارجية
- جيروم كارتر على موقع الاتحاد الدولي لألعاب القوى (الإنجليزية)